# Agatunet
Agatunet er et kulturhistorisk frilandsmuseum i Ullensvang kommune i Vestland fylke, der består af 67 fredede bygninger. Det ligger nord for Odda og syd for Utne på vestsiden af Sørfjorden i det indre Hardanger. Agatunet er et godt eksempel på et vestlandsk gårdklynge.

## Galleri
- Agatunet.
Foto: Frode Inge Helland
- Lagmannsstova.
Foto: Frode Inge Helland
- Lagmannsstova.
Foto: Frode Inge Helland
- Lagmannsstova.
Foto: Frode Inge Helland
- Lagmannsstova, arrestdør.
Foto: Frode Inge Helland
- Lagmannsstova, økse og brynje.
Foto: Frode Inge Helland
- Agatunet, 1944 
Foto: Halvor Vreim / Riksantikvaren
- Lensmannstova, 1944
Foto: Halvor Vreim / Riksantikvaren
- Lensmannstova, 1944
Foto: Halvor Vreim / Riksantikvaren
- Agatunet, 1944
Foto: Halvor Vreim / Riksantikvaren
- Foto før 1956 
Foto: Jac Brun